# Kambikatoto
Kambikatoto è una circoscrizione rurale (rural ward) della Tanzania situata nel distretto di Chunya, regione di Mbeya. Conta una popolazione di 7 091 abitanti (censimento 2012).